# Geschichte der Euthanasie
Die Geschichte der Euthanasie ist als Begriff in Deutschland stark durch die Zeit des Nationalsozialismus geprägt, deren Morde unter dem Vorwand der „Rassenhygiene“ ebenfalls als Euthanasie (altgriechisch εὐθανασία euthanasía „angenehmer Tod“; vgl. auch die Begriffe „Sterbehilfe“ und „Ars moriendi“) bezeichnet werden.

## Etymologie und antikes Verständnis
Im antiken Griechenland – wie auch in anderen Kulturen – wurde zwischen zwei Arten des Todes unterschieden: einem Tod, der „an der Zeit“ ist, wie etwa auch der Schlaf (Hypnos), und einem vorzeitigen Tod (Thanatos, der „Zwillingsbruder“ von Hypnos), der die Menschen aus dem Leben reißt (ker). Der Begriff der „Euthanasie“ bezog sich ursprünglich auf den „thanatos“-Tod.
Das Wort euthanasia ist im klassischen Griechisch nur ein einziges Mal nachgewiesen. Über Menander wird berichtet, er habe das Wort εὐθάνατος (euthánatos, ein schöner Tod) gebraucht. „Guter Tod“ wird als „leichter Tod“, als Tod ohne vorhergehende lange Krankheit, auch als relativ schnell eintretender Tod charakterisiert. In der griechisch-römischen Antike bezog sich der Begriff nur auf die Art des Todes, jedoch nicht auf das Eingreifen von Menschen in den Sterbeverlauf. Für den griechischen Dichter Kratinos ist das Wort εὐθανάτως (euthanáthos, schön/leicht sterbend) überliefert zur Bezeichnung eines „guten Todes“ in Abgrenzung zu einem schweren Sterben. Das Verb εὐθανατεῖν (euthanathéin) bedeutet einen leichten Tod sterben, aber auch einen ruhmvollen (bzw. ehrenvollen) Tod sterben (entsprechend dem als Präfix verwendeten Adverb εὖ gut). Für Sokrates (ca. 469–399 v. Chr.) bedeutet Euthanasie die eng mit einer vernünftigen Lebensführung verknüpfte rechte Vorbereitung auf den Tod. Dagegen wurden Kindstötung und Sterbehilfe nicht als „Euthanasie“ bezeichnet. Der lateinisch schreibende Historiker Sueton berichtet in seiner Biographie des Kaisers Augustus, dieser habe jedes Mal, wenn er von jemandes schmerzlosem Tod gehört habe, eine ähnliche euthanasia für sich und die Seinen gewünscht.
Wie Euthanasie in der Antike praktiziert wurde, kann die Medizingeschichte nicht mit Sicherheit bestätigen. Platon vertrat die Meinung, ärztliche Behandlung müsse eingestellt werden bei Kranken mit fehlender Lebenskraft, da solche Hilfe nichts nütze und dem Staat sogar schade. Zudem liest man im Hippokratischen Eid vom Verbot für Ärzte, tödliche Mittel zu verabreichen, was Rückschlüsse auf eine entsprechende Praxis zulässt. Bei Frauen, Kindern, Sklaven und Ausländern kann Euthanasie (in der Wortbedeutung des 20. Jahrhunderts) stattgefunden haben, da diese nicht wie Vollbürger gesehen und daher eher gesundheitlich vernachlässigt wurden.

## Neuzeit
Die Bedeutung im Sinne von Sterbehilfe deutet sich zum ersten Mal bei Francis Bacon (1561–1626) an. In seinem Werk Euthanasia medica greift er das antike Wort wieder auf und unterscheidet darin zwischen der euthanasia interior, der seelischen Vorbereitung auf den Tod, und der euthanasia exterior, die dem leidenden Menschen sein Lebensende leichter und schmerzloser bereiten soll, notfalls unter Inkaufnahme einer Verkürzung des Lebens. Die antike Bedeutung eines leichten Sterbens stand jedoch weiterhin im Vordergrund, wie man anhand von Zedlers Universallexikon (erschienen 1732–54) sehen kann:
Euthanasia: ein gantz leichter und geringer Tod, welcher, ohne schmerzhafte Convulsiones geschieht. Das Wort kommt von ευ, bene wohl, und θανατος, mors, der Tod (Band 08, S. 1150)
Auf den Medizinhistoriker Karl Friedrich Heinrich Marx geht – mit Berufung auf Bacon als philosophischen Vordenker – die Begriffsfindung „Euthanasie“ im ursprünglichen Sinne eines Linderns des Sterbens zurück. Marx zufolge hat der Arzt die moralische Aufgabe, dem Sterbenden durch Zuspruch, Beistand und durch medikamentöse Milderung (ab dem 17. Jahrhundert auch euthanasia medicinalis genannt) seiner Leiden das Sterben zu erleichtern. Eine solche „Todeslinderung“ entsprach dem damaligen Zeitgeist, doch wurde sie von Marx erstmals in den ärztlichen Pflichtenkanon aufgenommen. Marx betonte ebenso die Trennung der theologischen Seelsorge am Kranken von der psychischen Hinwendung und (medikamentösen) Betreuung durch den Arzt.
Als Gegensatz zur Euthanasie finden sich im 18. und 19. Jahrhundert die Begriffe „Dysthanasia (medica)“ und „Kakothanasie“.

## 19. und 20. Jahrhundert
Am Ende des 19. Jh. kam es durch das Zusammenwirken von Vertretern eugenischer, rassenhygienischer sowie sozialdarwinistischer Sichtweisen mit Medizinern und Naturwissenschaftlern zu einem grundlegenden Wandel in Einordnung, Fragen und Verständnis der Euthanasie.
1836 verkündete z. B. Christoph Wilhelm Hufeland noch, dass es primäre Aufgabe eines Arztes sei, das Leben auch bei unheilbaren Krankheiten zu erhalten. Glaube sich der Arzt einmal berechtigt, über die Notwendigkeit eines Lebens zu entscheiden, reichten unwesentliche Beeinflussungen aus, um den Unwert eines Menschenlebens auch auf andere Fälle anzuwenden.
1859 ging Charles Darwin in seinem Werk Über die Entstehung der Arten durch natürliche Zuchtwahl oder die Erhaltung der begünstigten Rassen im Kampf um's Dasein bereits von der These aus, dass sich das plan- und richtungslose Variieren der Natur nur durch eine „natürliche“ Auslese in bestimmte Bahnen lenken lasse. Der Kampf ums Dasein (Begriff von Thomas Robert Malthus) sei wegen der hohen Zahlen von Nachkommen in der Natur unvermeidlich. Nur diejenigen Varianten von Individuen, welche den Anforderungen des Kampfes ums Dasein am besten gewachsen seien, könnten sich behaupten und sich auch besser und stärker fortpflanzen als die weniger gut angepassten. Darwin selbst hat allerdings nie zu einer gezielten Auslese durch z. B. eine „Vernichtung lebensunwerten Lebens“ aufgerufen. Seine Ausführungen wurden jedoch als Grundlage für solche Argumentationen benutzt und missbraucht.
Ernst Haeckel (1834–1919) wandte Darwins Theorie auch auf den sozio-kulturellen Bereich an und formulierte eine „Einheitstheorie“ des Lebens, die er Monismus nannte. Er war der Auffassung, dass eine „künstliche“ Züchtung durchaus positive Folgen haben könne, und verwies in diesem Zusammenhang auf die Tötung behinderter Kinder im antiken Sparta und bei Indianern Nordamerikas. In seinem Werk Die Lebenswunder trat er explizit für eine „Euthanasie“ im Sinne einer gezielten Auslese bei Kindern ein.
Die Anhänger Haeckels gründeten 1906 den Monistenbund, der sich für eine Legalisierung der Tötung auf Verlangen einsetzte. So veröffentlichte auch Roland Gerkan 1913 einen Gesetzesentwurf, der ein „Recht auf Sterbehilfe (Euthanasie)“ vorsah, wenn auf Wunsch des Patienten ein Gerichtsarzt und zwei Spezialisten „die überwiegende Wahrscheinlichkeit eines tödlichen Ausgangs“ bezeugen könnten.
Mit Alexander Tille (1866–1912) trat einer der radikalsten Sozialdarwinisten in Erscheinung. Seiner Ansicht nach sollte eine Fortpflanzungsbegrenzung bei „Schwachen“ eingeführt werden und die „natürliche“ Auslese wiederhergestellt werden. Weiter trat er für „Sozial-Euthanasie“ durch ein Hinabsinkenlassen von Schwachen auf die soziale unterste Stufe ein, da dort die Sterblichkeitsrate besonders hoch sei. 1895 veröffentlichte er die Studie Von Darwin bis Nietzsche, in der er erstmals den Dualismus, die Gegenüberstellung eines „werthaften“ und eines „wertlosen“ Lebens, vertrat.
Für das von Tille propagierte Handeln prägte Alfred Ploetz ab 1895 den Ausdruck „Rassenhygiene“ (Synonym für Eugenik, einem Begriff von Francis Galton – national eugenics 1883). Für Ploetz hatte das „Rassewohl“ im sozialdarwinistischen Sinn eindeutigen Vorrang vor dem Einzelwohl.
Auf Mitleid beruht auch der Begriff „Euthanasia“ bei dem Schriftsteller Samuel D. Williams junior, der es 1870 als ärztliche Pflicht ansah, bei unheilbaren, schmerzhaften Krankheiten dem Patienten, so er dies wünschte, Narkosemittel wie Chloroform zu verabreichen, um dem Betreffenden einen „schnellen und schmerzlosen Tod“ zu ermöglichen. Auch weitere derartige Forderungen folgten und es wurde auch über „Mitleidstötungen“ um 1900 in den Medien berichtet.

### Alfred Erich Hoche und Karl Binding
Der Freiburger Psychiater Alfred Hoche (1865–1943) und der Strafrechtler Karl Binding (1841–1920) veröffentlichten 1920 die gemeinsame Schrift Die Freigabe der Vernichtung lebensunwerten Lebens. Diese begründete die sogenannte Euthanasie und brachte diesen Begriff (wörtlich „schöner Tod“, damals im Sinn von „schmerzlosem Töten“) mit der „Vernichtung lebensunwerten Lebens“ in Verbindung.
Ausgangspunkt war Bindings Frage, ob Menschen nicht nur sich selbst, sondern unter Umständen auch andere Menschen töten dürften und falls ja, unter welchen Bedingungen. Er schloss damit an Adolf Jost an, der schon 1895 in seiner damals kaum beachteten Schrift Das Recht auf den Tod unheilbar Kranken und Geisteskranken einen „Rechtsanspruch“ auf den Tod zugebilligt hatte, ohne damit ihre Fremdtötung ausdrücklich zu bejahen. Für Jost hat der individuelle Anspruch hinter die Interessen der Gesellschaft zurückzutreten. Utilitaristische Interessen werden zum absoluten Maßstab. Zentrale Bedeutung für Josts Argumentation hat der Begriff Wert des Lebens. Dieser Wert setze sich aus zwei Faktoren zusammen: dem Wert des Lebens für den betreffenden Menschen selbst, also die Summe von Freude und Schmerz, die er zu erleben hat, und der Summe von Nutzen oder Schaden, die ein Individuum für seine Mitmenschen bringt. Aus der Perspektive der Gesellschaft gesehen, füge der unheilbar Kranke ihr materiellen Schaden zu. Zusammen mit dem „Mitleid“, das man mit dem Kranken haben müsse, sei sein Tod zu fordern. Dieses Mitleid sollte jedoch nicht nur zur Begründung der Tötung auf Verlangen dienen, sondern sollte auch die Tötung „Geisteskranker“ (ohne Einwilligung) legitimieren.
Binding schlug Kommissionen aus zwei Ärzten und einem Juristen vor, die verschiedenartig und verschieden schwer Behinderte als „geistig Tote“, „Ballastexistenzen“ oder „Defektmenschen“ einstufen sollten. Für die ersten beiden Kategorien bejahte er den Verlust des Lebensrechtes.
Auch Hoche vertrat, dass „unheilbarer Blödsinn“ ein Tötungsrecht begründe. Im Anschluss an Ignaz Kaup, der 1914 die gesellschaftlichen Kosten „ererbter Minderwertigkeit“ zu berechnen versucht hatte, versuchte er, eine Kosten-Nutzen-Analyse zu erstellen, und rechtfertigte zwar nicht die Tötung von eventuell heilbaren Kranken, aber die künftige gesetzliche Tötung von unheilbar geistig Behinderten mit den staatlichen Kosten ihrer Versorgung:

„…wir werden vielleicht eines Tages zu der Auffassung heranreifen, dass die Beseitigung der geistig völlig Toten kein Verbrechen, keine unmoralische Handlung, keine gefühlsmäßige Rohheit, sondern einen erlaubten nützlichen Akt darstellt.“

Binding erwog, Tötungshandlungen unter bestimmten Umständen als „Heileingriffe“ gesetzlich zuzulassen in den Fällen, in welchen die schmerzhafte, in der Krankheit wurzelnde Todesursache durch eine schmerzlose andere ersetzt werden könne.
Laut Hoche gibt es Menschenleben, „die so stark die Eigenschaft des Rechtsgutes eingebüßt haben, dass ihre Fortdauer für die Lebensträger wie für die Gesellschaft dauernd allen Wert verloren hat“. Das intellektuelle Niveau und die Gefühlsregungen dieser Menschen seien mit denjenigen von Tieren zu vergleichen. Ein insoweit „geistig Toter“ sei nicht imstande, einen subjektiven Anspruch auf Leben erheben zu können. Insoweit sei die Beseitigung eines geistig Toten einer sonstigen Tötung nicht gleichzusetzen.
Obwohl die zentralen Argumentationsstränge bei Binding und Hoche nicht genetisch und eugenisch, sondern ökonomisch waren, wurde ihre Idee von Rassenhygienikern begrüßt und aufgegriffen. In der angespannten Wirtschaftslage nach dem Krieg stieß ihre Schrift auf ein starkes öffentliches Echo über medizinische Fachkreise hinaus. Sie wurde zum Anstoß von gesetzlichen Maßnahmen im Nationalsozialismus, die die Tötung angeblich lebensunwerter Menschen erlaubte und forderte. Besonders Hoche wurde von den Nationalsozialisten als verdienter Vorkämpfer dieser Euthanasie geschätzt.

## Wandlung des Begriffs bis zur Zeit des Nationalsozialismus
Im ersten Drittel des 20. Jahrhunderts, insbesondere in der Zeit des Nationalsozialismus, erfuhr der Umfang des Begriffs Euthanasie eine Umdeutung, die heute unter anderem durch eine Einebnung des Unterschiedes zwischen „thanatos“- und „ker“-Tod (siehe oben) Begriffsbestimmung und Diskussion der Sterbehilfe beeinflusst.
Brockhaus Konversations-Lexikon 1902
Euthanasie (grch.), Todeslinderung, dasjenige Verfahren, durch welches der Arzt den als unvermeidlich erkannten Tod für den Sterbenden möglichst leicht und schmerzlos zu machen sucht, besteht hauptsächlich in zweckmäßiger Lagerung, Fernhaltung aller äußeren Störungen, Linderung der Schmerzen durch anästhetische und narkotische Mittel (s. auch Arzt, Bd. 17), Sorge für frische Luft und zeitweiligem Einflößen von milden und labenden Getränken. Bei dem scharfen Gehör, welches Sterbende bis zum letzten Augenblicke zu haben pflegen, ist die größte Vorsicht hinsichtlich aller Äußerungen der Umgebung geboten. (Zitiert nach Drechsel 1993, S. 23f)
Meyers Konversations-Lexikon 1926
Euthanasie (griech., „schöner Tod“), gewöhnlich ein schönes, würdiges Sterben; in der Medizin Sterbehilfe, die vom Arzt durch geeignete Mittel herbeigeführte Erleichterung schweren Sterbens augenscheinlich zugrunde gehender Kranker. Die schon von K. Binding unterstützte Euthanasiebewegung fordert Straflosigkeit für Ausführung der E. (Zitiert nach Drechsel 1993, S. 24)
Der Große Brockhaus 1930
Euthanasie (grch.), Todesbehagen, das Gefühl des Wohlseins beim Sterbenden, das vom Arzt, wenn er den Tod als unvermeidlich erkannt hat, durch Schmerzbetäubung und Anwendung narkotischer Mittel gefördert werden darf. Eine absichtliche Tötung zur Erlösung eines Schwerkranken mit narkotischen Mitteln, auch bei unvermeidlichem Tode, wird bestraft. (→ Sterbehilfe.) (Zitiert nach Drechsel 1993, S. 25)
Der Große Brockhaus 1930/34
Sterbehilfe, grch. Euthanasie, die Abkürzung lebensunwerten Lebens, entweder im Sinn der Abkürzung von Qualen bei einer unheilbaren langwierigen Krankheit, also zum Wohle des Kranken, oder im Sinn der Tötung z. B. idiotischer Kinder, also zugunsten der Allgemeinheit. (Zitiert nach Drechsel 1993, S. 25)

## Euthanasie als Bezeichnung für nationalsozialistische Krankenmorde
In der Zeit des Nationalsozialismus wurde im Sinne der nationalsozialistischen Rassenhygiene die „Vernichtung lebensunwerten Lebens“ in juristischen und medizinischen Fachzeitschriften offen diskutiert und hauptsächlich wirtschaftlich begründet. Klarzustellen ist hierbei, dass es sich bei einer in diesem Zusammenhang gebrauchten Verwendung des Wortes „Euthanasie“ nicht um Euthanasie im Sinne einer vom Patienten gewünschten Sterbehilfe bei einer unheilbaren Krankheit handelte, sondern um einen Euphemismus für die geplante und systematische Tötung insbesondere von behinderten Menschen.
Der in Schriften über die Euthanasie häufig verwendete Begriff „Mitleid“ bezieht sich regelmäßig nicht auf die Patienten selbst, sondern allein auf die Angehörigen beziehungsweise die Menschheit, die solche sogenannten Entartungen hervorbringt.
In diesem Zusammenhang zeugt insbesondere das Gesetz zur Verhütung erbkranken Nachwuchses vom 14. Juli 1933, das die Zwangssterilisation von vermeintlich genetisch Kranken (Schizophrenie, Manisch-depressive Krankheit, Chorea Huntington, erbliche Blindheit und Taubheit, schwerer Alkoholismus) gestattete, von der konsequenten Umsetzung der nationalsozialistischen Ideologie zugrunde liegenden biologistischen Denkweise. Von 1933 bis 1945 wurden etwa 350.000 bis 400.000 Menschen sterilisiert. Diese Zwangssterilisation kostete viele das Leben oder verursachte schwere, bleibende Gesundheitsschäden.
Mit den Nürnberger Rassengesetzen (Reichsbürgergesetz und Blutschutzgesetz) vom 16. September 1935 wurden Juden Bürgerrechte entzogen und folgend Berufsverbote erteilt. Die Eheschließung oder der außereheliche Geschlechtsverkehr mit Nichtjuden wurde ihnen verboten.
Das Ehegesundheitsgesetz vom 18. Oktober 1935 verlangte Ehetauglichkeitszeugnisse für Brautleute und schloss Menschen mit bestimmten Krankheiten von der Ehe aus, um sogenannten Verunreinigungen der Rasse vorzubeugen.
Es gibt Anzeichen dafür, dass Reichsärzteführer Gerhard Wagner schon 1935/36 mit dem Leiter des Rassenpolitischen Amtes über konkrete Euthanasie-Maßnahmen diskutierte. Wegen befürchteter innen- und außenpolitischer Schwierigkeiten wurde mit der Ausführung eines Euthanasie-Programms jedoch gezögert.

### Ermordung von Kindern
Aller Wahrscheinlichkeit nach war der sogenannte Fall Kind K. (auch als Kind Knauer bekannt) der Anlass für die systematische Tötung „lebensunwerter“ „Ballastexistenzen“ während der Zeit des Nationalsozialismus. Der Fall ereignete sich vor Kriegsbeginn, das genaue Datum ist nicht gesichert. Die Eltern des Kindes hatten sich mit einem Gnadentod-Gesuch an die Kanzlei des Führers (KdF) gewandt. Sie begründeten ihr Anliegen damit, dass ihr Kind nach Auskunft des Arztes Catel (Leipzig) nie normal sein würde und das Leben solcher Wesen überdies wertlos sei.
Nachdem in der wissenschaftlichen Forschung bis vor Kurzem die Identität des Kindes geklärt schien, stellt der Fall des Kindes K. heute (Stand: November 2007) erneut ein Forschungsproblem dar. Es ist aber weiterhin von einem Fall Kind K. in Leipzig oder Umgebung als sogenannter Initialfall vor Kriegsbeginn auszugehen. Das Todesdatum des Kindes markiert einen entscheidenden Wendepunkt in dem Entscheidungsprozess zur Ausführung des Euthanasie-Programms.
Der Generalkommissar für das Sanitäts- und Gesundheitswesen Brandt veranlasste die Ermordung des Kindes durch „Einschläferung“. Hitler befahl anschließend, dass in vergleichbaren Fällen ebenso zu verfahren sei. Allein aufgrund dieses geheimen Führererlasses wurde in den Jahren 1939–1945 die „Euthanasie“ praktiziert. Der von Hitlers Leibarzt Theo Morell initiierte Entwurf eines „Euthanasie“-Gesetzes, der im Frühjahr 1940 in der KdF ausgearbeitet wurde, stieß auf Hitlers Ablehnung. Eine gesetzliche Grundlage für die im Nationalsozialismus praktizierte Euthanasie hat es daher zu keiner Zeit gegeben. Das Strafgesetzbuch verbot aktive Sterbehilfe sogar.
Die konkrete Umsetzung des Kinder-Euthanasie wurde in der Kanzlei des Führers (KdF) von Werner Heyde, Philipp Bouhler, Karl Brandt, Leonardo Conti, Herbert Linden und 10–15 anderen Psychiatern vorbereitet. Eine beratende Kommission wurde mit dem Auftrag eingesetzt, die Tötung der Kinder zu organisieren. Zur Tarnung wählte die Kommission die Bezeichnung Reichsausschuss zur wissenschaftlichen Erfassung von erb- und anlagebedingten Leiden.
Ab dem 18. August 1939 verlangte der sogenannte Runderlass des Reichsministers des Innern, dass zur „Klärung wissenschaftlicher Fragen auf dem Gebiet der angeborenen Missbildung und der geistigen Unterentwicklung“ Kinder mit bestimmten Behinderungen (Idiotie, Mikroenzephalie, Hydrozephalie, Missbildung jeder Art, Lähmungen) über die Gesundheitsämter an den Reichsausschuss zu melden seien.
Meldepflichtig waren insbesondere Hebammen und Ärzte in Entbindungsheimen. Der Reichsausschuss entschied über das weitere Schicksal der Kinder durch deren Einordnung in drei Kategorien:
1. „keine weiteren Maßnahmen“,
2. „Beobachtung“, das heißt Einweisung in psychiatrische Heil- und Pflegeanstalt – Tötung vorbehalten und
3. „Behandlung“, das heißt sofortige Tötung.

Die erste sog. Kinderfachabteilung wurde zu diesem Zweck in der Landesanstalt Görden eingerichtet. Insgesamt existierten über 30 solcher Fachabteilungen. Einzelmorde unter Verabreichung des Barbiturats Luminal fanden bis 1945 statt.

### Tötung Erwachsener
Die Erwachsenen-Euthanasie im Nationalsozialismus begann am 21. September 1939 mit einem Erlass zur Erfassung sämtlicher psychiatrischer Anstalten. Zeitgleich wurden im Osten bereits mehr als 10.000 psychisch Kranke durch Erschießen oder Gas ermordet.
Der Ausbau der Zentraldienststelle T4 in Berlin und die Gründung von weiteren Tarnorganisationen (Reichsarbeitsgemeinschaft Heil- und Pflegeanstalten, Gemeinnützige Stiftung für Anstaltspflege, Gemeinnützige Krankentransport GmbH – Gekrat) waren weitere Programmschritte.
Im April 1940 wurden Räumlichkeiten in Berlin, Tiergartenstraße 4, bezogen, nach der die Aktion T4 nach dem Krieg benannt wurde. Geplant wurden im Rahmen dieser Aktion die Tötungen von psychisch Kranken in Tötungsanstalten.
Die erste solche Anstalt wurde 1939 in Grafeneck bei Reutlingen eingerichtet, es folgten ab 1940 Brandenburg, Hartheim und Sonnenstein. Anstelle von Grafeneck wurde ab Januar 1941 das Zentrum in Hadamar in Betrieb genommen.
Wesentliches Kriterium für die Aufnahme in die Todeslisten war die Arbeitsunfähigkeit der psychisch Kranken. Ihre Überführung in Vernichtungsanstalten erfolgte ab 1940 zu Tarnungszwecken über sogenannte Zwischenanstalten.
Auch nach dem offiziellen Abbruch des Euthanasie-Programms fanden in Sonnenstein, Bernburg und Hartheim weiter Tötungen statt.
- Siehe weiteres im Artikel Aktion 14f13

Opfer dieser Morde waren auch im Ersten Weltkrieg traumatisierte und psychisch kranke Veteranen, nachdem durch ein Gesetz vom 3. Juli 1934 auch ohne Änderung der für die Entscheidung maßgebenden Verhältnisse bereits während der Weimarer Republik gewährte Renten wieder entzogen werden konnten. Mit der Hilfe von Wohlfahrtsbehörden und Psychiatern identifizierte das Reichsarbeitsministerium in der Folgezeit rund 16.000 von ihnen als „Simulanten“ und strich ihre Renten.
Der Protest des Evangelischen Landesbischofs Theophil Wurm am 19. Juli 1940, vor allem aber die Predigt des katholischen Bischofs von Münster Clemens August Graf von Galen am 3. August 1941, deren Manuskript in großer Zahl vervielfältigt und in Umlauf gebracht wurde, werden als mitursächlich für den offiziellen Abbruch der Aktion T4 angesehen.
Einige Verantwortliche der Tötungsaktion versuchten dagegen, ihr Handeln durch Aussagen Martin Luthers zu rechtfertigen. So beriefen sich Werner Heyde und Hans Hefelmann 1964 im Prozess um ihre Verstrickung in eine Mordaktion direkt auf eine der Tischreden Luthers. Auch Werner Catel forderte noch 1962 unter Bezugnahme auf diese Rede die „Extinktion“ von ca. 16.000 solcher Behinderter. Luther bezeichnete geistig schwer behinderte Kinder wie zu seiner Zeit üblich als Wechselbälger. In seiner Tischrede 5207 bezeichnete Luther sie als „massa carnis“, als „Fleischmasse“, der keine Seele innewohne und die vom Teufel geschaffen sei. Er habe dem Fürsten von Anhalt im Fall eines 12-jährigen Wechselbalgs geraten, diesen in einem Fluss zu ertränken (er wolle an seiner Stelle das „homicidium (lat. Mord) wagen“), die Fürsten wären seinem Rat aber nicht gefolgt.

### Rolle der Medizin bei der Euthanasie in der Zeit des Nationalsozialismus
Eine wesentliche Rolle spielte die Initiativfunktion neu installierter wissenschaftlicher Eliten bei den NS-Medizinverbrechen. Wer sich nicht der NS-Ideologie unterordnete, hatte keine Aufstiegschancen, kritische Ärzte waren früh entlassen und verfolgt worden.
Neue NS-Ärzte stellten die in ihren Augen moderne Nazi-Ideologie über den Mediziner-Eid, der die Tötung eines Patienten oder den Rat dazu verbietet. Diejenigen, die in den Anstalten arbeiteten, ließen teilweise die verdeckte Ermordung von als unwert propagiertem Leben zu. Andere nutzen gezielt die eröffneten Handlungsräume, um "sozialsanitäre" Programme zur Schaffung eines "erbgesunden Volkskörpers" durchzuführen. Dabei waren alle Landeskrankenhäuser in die systematische Ermordung psychisch Kranker, etwa die T4-Aktion einbezogen.
Hauptsächlich KZ-Ärzte wurden in den Dachauer Prozessen zum Tode verurteilt sowie im Nürnberger Ärzteprozess. Mildere Strafen wurden im Nürnberger Juristenprozess geurteilt.
Die meisten der mehr als 20 universitären Institute für Rassenhygiene waren bereits vor der Machtübernahme der Nationalsozialisten gegründet worden. Nach dem Ende der NS-Zeit waren beteiligte Juristen und Ärzte oft noch Jahrzehnte lang tätig.

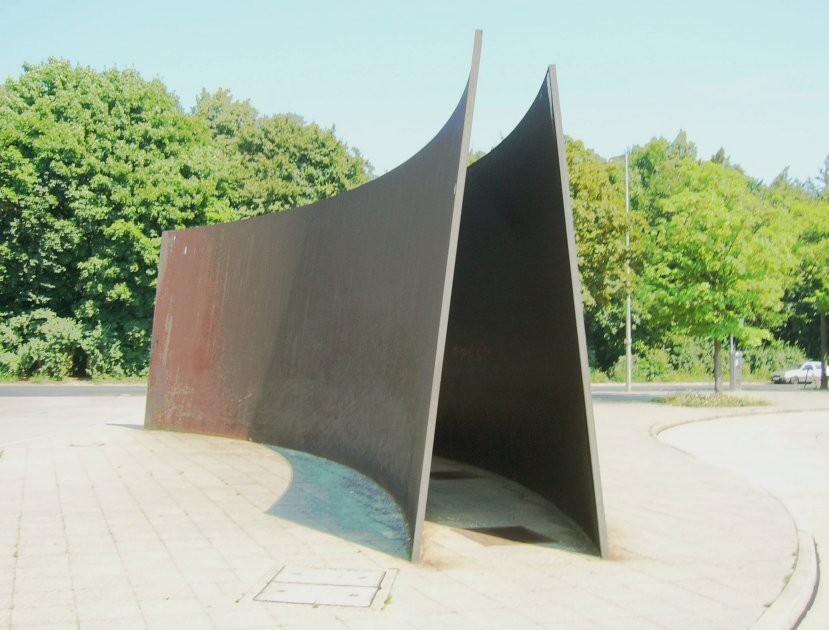
Berlin Curves, 1986

### Opfer
Als Grund für ein Verbot einer öffentlichen Namensnennung der Opfer der NS-Euthanasie nannten Archivare jahrzehntelang einen im Bundesarchivgesetz festgeschriebenen „postmortalen Persönlichkeitsschutz“: Die Veröffentlichung von Namen und Daten verletze deren Würde, welche auch nach dem Tod zu achten sei. Außerdem müsse man Belange der Angehörigen schützen. Ehrhard Körting, Jurist und ehemaliger Berliner Innensenator begutachtete anders: Die Menschenwürde des Opfers „sei durch den Mord verletzt und nicht durch die Veröffentlichung des Mordes. Eher dürfte sich aus der Menschenwürde ein Achtungsanspruch des Opfers ergeben, nicht namenlos und anonym zu bleiben“. Damit teilte Körting die Kritik vieler Historiker, Angehöriger und Aktivisten der Antipsychiatrie-Szene und Behindertenbewegung: Das andauernde Unsichtbarmachen der Opfer schließe an die NS-Logik an, nach der Behinderung und psychische Beeinträchtigung ein schamvolles Tabu bleiben sollten. So schreibe man indirekt die NS-Stigmatisierung dieser Menschen fort.
Auf einer im Juni 2016 von der zuständigen Kulturstaatsministerin Monika Grütters mit der Berliner Stiftung „Topographie des Terrors“ zur Beendigung der Anonymisierung organisierten Tagung wurde beschlossen, das Bundesarchivgesetz neu auszulegen und die Namen der „Euthanasie“-Opfer zu veröffentlichen. Anweisungen an die Archiv-Mitarbeiter würden vorbereitet, zusätzlich solle es eine Online-Datenbank der betreffenden Bestände des Bundesarchivs geben, nur die Veröffentlichung medizinischer Details weiterhin Einschränkungen unterliegen.

## Aktuelle Debatte
Die heutige Debatte wird kaum mehr unter dem Begriff Euthanasie geführt. Die Verbrechen in der NS-Zeit beeinflussen jedoch – insbesondere in Deutschland – bis heute die Diskussion. Menschen plädieren oft deshalb für aktive Sterbehilfe, weil sie große Angst vor Schmerzen, Hilflosigkeit und quälender medizinischer Überversorgung am Ende ihres Lebens hätten. So wird gefordert, die wirksamste medizinische Hilfe in Form einer guten Schmerztherapie und Palliativmedizin besser zu erforschen. Auch wird eine Lockerung der Gesetzgebung zur Präimplantationsdiagnostik (PID), embryonalen Stammzellforschung und eine missbräuchliche aktive Sterbehilfe befürchtet. Dabei spielen oft auch religiöse Argumente eine Rolle.

### Präimplantationsdiagnostik
In Deutschland darf seit dem Inkrafttreten des 1990 vom Deutschen Bundestag beschlossenen Embryonenschutzgesetz an Embryonen nicht geforscht werden. Als Beginn des schutzwürdigen menschlichen Lebens wurde die befruchtete Eizelle festgelegt. Manche fordern, dass in Deutschland die bislang verbotene Präimplantationsdiagnostik erlaubt werden soll. Die zentrale Frage ist, ob nach einer künstlichen Befruchtung die Untersuchung eines Embryos, bevor er in den Körper einer Frau eingepflanzt wird, zur Untersuchung auf einen genetischen Schaden hin legitim ist.
Die Befürworter dieses Verfahrens fordern die Anwendung in eng begrenzten Fällen, nämlich bei Paaren, bei denen mit schweren Erbschäden gerechnet werden muss. Sie argumentieren mit dem Einwurf, man könne PID nicht verbieten, da unter diesen Bedingungen der Schwangerschaftsabbruch straffrei sei.
2011 legte der Bundestag fest, unter welchen Voraussetzungen eine PID erlaubt ist; die Voraussetzungen sind allerdings enger als die für die Pränataldiagnostik eines Kindes im Mutterleib.

### Stammzellenforschung
Der Deutsche Bundestag hat am 26. April 2003 dem Import von menschlichen embryonalen Stammzellen zugestimmt. Stammzellen sind Zellen, die sich durch Zellteilung selbst erneuern und in einzelne oder mehrere Zelltypen ausreifen können (Differenzierung). Sie können sich vor allem für Gewebeersatz eignen.
Dabei wird zwischen pluripotenten und totipotenten Stammzellen unterschieden. Pluripotente Stammzellen besitzen die Fähigkeit, sich zu Zellen unterschiedlicher Spezialisierung zu entwickeln, jedoch nicht zu einem Individuum.
Totipotente (lateinisch, wörtlich „zu allem fähige“) Stammzellen sind Zellen, die sich bei Vorliegen der dafür erforderlichen Voraussetzungen zu teilen und zu einem Individuum zu entwickeln vermögen. Nach ihrer Herkunft unterscheidet man
- embryonale Stammzellen aus Embryonen, die durch in-vitro Fertilisation (IVF) entstanden sind,
- durch Zellkerntransfer erzeugte embryonale Stammzellen,
- embryonale Keimzellen (EG-Zellen) aus Schwangerschaftsabbrüchen,
- neonatale Stammzellen aus Nabelschnurblut,
- adulte oder somatische Stammzellen.

Mit den derzeit angewandten Methoden hat die Gewinnung von embryonalen Stammzellen die Zerstörung der Blastozyste zur Folge.
Das Stammzellgesetz bestimmt, dass auch in Zukunft keine menschlichen Embryonen zum Zwecke der Forschung getötet werden dürfen. Der Import von Stammzellen, die vor dem Stichtag (1. Januar 2002; 2008 verschoben auf den 1. Mai 2007) entwickelt sein müssen, ist dann erlaubt, wenn der Nachweis „hochrangiger Forschungsziele für den wissenschaftlichen Erkenntnisgewinn im Rahmen der Grundlagenforschung“ erbracht ist.
Eine weitere biomedizinische, aber äußerst umstrittene Technik betrifft das sogenannte Klonen.
Die Übertragung eines diploiden (vollständiger Chromosomensatz) Zellkerns in eine entkernte, unbefruchtete Eizelle ermöglicht auch bei Säugern eine ungeschlechtliche Vermehrung:
- reproduktives Klonen: der heranwachsende Embryo wird in die Gebärmutter einer Leihmutter eingepflanzt und ausgetragen,
- therapeutisches Klonen: der Blastozyste werden nach etwa 4 Tagen embryonale Stammzellen entnommen, um Zellen oder Gewebe zu entwickeln.

## Weitere staatliche Regelungen

### Belgien
Belgien hat 2003 nach über zweijähriger öffentlicher Diskussion ein Sterbehilfegesetz mit Zustimmung von Sozialdemokraten und Liberalen verabschiedet. Zwei Ärzte müssen jedem Fall zustimmen. Eine staatliche Kommission kontrolliert jeden Fall.

### Niederlande
In den Niederlanden hatte eine wissenschaftliche Studie zum Ergebnis, dass es während der sogenannten Erprobungsphase vor der gesetzlichen Regelung der aktiven Sterbehilfe jährlich 1000 Fälle gab, in denen „lebensbeendende Handlungen ohne ausdrücklichen Wunsch“ des Getöteten vorgenommen worden sind. Nach Einführung der gesetzlich geregelten aktiven Sterbehilfe waren es immer noch 900 Fälle, die ohne die im Gesetz geforderten einzuhaltenden Schutzmaßnahmen getötet wurden.
Im September 2004 wurde von der Groninger Universitätsklinik „Universitair Medisch Centrum Groningen“ das sogenannte Groninger Protokoll formuliert. Das Protokoll erwähnt die Richtlinien und Kriterien als Bedingung, worunter Ärzte „Lebensbeendigung Neugeborener“ praktizieren dürfen, ohne strafrechtlich belangt werden zu können. Das Euthanasieren Neugeborener ist unter den Bedingungen des Groninger Protokolls erlaubt und strafrechtlich geschützt, so dass ausführende Ärzte nicht wegen Mordes an Unmündigen (die nicht ausdrücklich um Euthanasie ersucht haben) belangt werden können.

### Rumänien
Bis zur politischen Wende und zum Sturz Ceaușescus 1989 wurden in Rumänien vielfach ungewollte, behinderte und chronisch kranke Kinder und Erwachsene in Heimen wie Cighid systematisch vernachlässigt („Euthanasie“ durch die Verhältnisse). Es gab auch eine „Euthanasie“ für ältere Menschen, indem Patienten ab einem Alter von 65 medizinische Hilfe versagt wurde.

### Schweiz
In der Schweiz ist die indirekte aktive Sterbehilfe, bei der zur Linderung von Leiden Mittel eingesetzt werden, deren Nebenwirkungen die Lebensdauer herabsetzen können, gesetzlich nicht geregelt. Die Ärzteschaft akzeptiert diese Form der Sterbehilfe und praktiziert sie in Ausnahmefällen. Die passive Sterbehilfe, d. h. der Verzicht auf die Einleitung von lebenserhaltenden Maßnahmen oder der Abbruch derselben, wird durch die Richtlinien der Schweizerischen Akademie der medizinischen Wissenschaften als zulässig beurteilt und in der Schweiz praktiziert.

## Bioethik-Konvention (Grafenecker Erklärung)
Bioethik-Konvention (Grafenecker Erklärung) bezieht zu dem Thema wie folgt Stellung:
„Die Fragen nach Leben und Sterben betreffen uns alle. Es geht um politische Entscheidungen. Die Entscheidungen darüber sollten nicht allein der Wissenschaft überlassen bleiben. Notwendig ist eine fundierte und gewissenhafte öffentliche Diskussion, die nichts unausgesprochen lässt. Weder Absichten noch Ziele, weder Hoffnungen noch Ängste. Wir brauchen Aufklärung, da diese sich gegen irrationale Ängste und apokalyptische Vorstellungen richtet. Wir müssen uns darauf verständigen welche Richtung wir dem Fortschritt geben wollen. Wir müssen immer neu entscheiden, welche Grenzen wir überschreiten und welche Grenzen wir akzeptieren wollen.“